# زومپانگو
زومپانگو (به اسپانیایی: Zumpango de Ocampo) از شهرهای کشور مکزیک است که در ایالت استادو د مخیکو قرار دارد و جمعیت آن طبق سرشماری سال ۲۰۱۰ میلادی ۵۰٬۷۴۲ نفر بوده است.